# Őrkő
Őrkő egy sajátos történelmű és kultúrájú városrész Sepsiszentgyörgy északkeleti peremén, Kovászna megyében, Erdélyben. Az elnevezés egy sziklás magaslatra utal, ahonnan egykor a környéket figyelték, és amely mára a helyi közösség egyik jelképévé vált.

## Földrajzi elhelyezkedés
Őrkő Sepsiszentgyörgy központjától mintegy 2 km-re található, egy dombos, erdős területen. A városrészt a közeli Olt folyó és a Baróti-hegység határolja, amely festői természeti környezetet biztosít a környék számára.

## Történelem és társadalom
Az Őrkő térsége évszázadok óta lakott terület, de a mai formájában főként a 20. században vált ismertté, amikor a szegényebb rétegek, különösen a roma közösségek, itt telepedtek le. A városrész hosszú időn át elszigetelt és elmaradott maradt, azonban az utóbbi évtizedekben több szociális és infrastrukturális fejlesztési program indult annak érdekében, hogy javítsák a helyi lakosok életkörülményeit.
A térség lakosságának többsége roma származású, akik sajátos hagyományaikat és kultúrájukat is megőrizték. Az Őrkő egyik jellemzője a hagyományos kézműves mesterségek, például a kovácsolás és a teknővájás, amelyek sokáig fontos megélhetési forrást jelentettek a közösség számára.

## Kulturális és társadalmi helyzet
Bár Őrkő sokáig a társadalmi és gazdasági nehézségeiről volt ismert, az utóbbi években számos kezdeményezés indult a helyi közösség integrációjának és támogatásának érdekében. Civil szervezetek, egyházi és önkormányzati programok próbálják elősegíteni az oktatási és szociális lehetőségek bővítését.
A helyi kultúra egyik meghatározó eleme a zenei és tánchagyomány, amely jelentős szerepet játszik a közösség mindennapi életében és ünnepeiben is. Az Őrkői roma zene és tánc különleges, autentikus elemeket őrzött meg, és egyre nagyobb figyelmet kap a régió kulturális életében.

## Turizmus és látványosságok
Bár Őrkő nem tartozik Erdély legnépszerűbb turisztikai célpontjai közé, természeti környezete és sajátos kulturális öröksége miatt egyre nagyobb érdeklődés mutatkozik iránta. A környék kedvelt kirándulóhely, ahonnan gyönyörű kilátás nyílik Sepsiszentgyörgyre és a környező tájra.
A közeli Sugásfürdő és a Baróti-hegység kiváló lehetőségeket kínál túrázóknak és természetkedvelőknek. Emellett az Őrkő szociális és kulturális helyzete iránt érdeklődő kutatók és segélyszervezetek számára is fontos célpont.

## Jövőbeni kilátások
Őrkő továbbra is kihívásokkal küzd, de a helyi és nemzetközi kezdeményezések révén javulnak az életkörülmények és a társadalmi integráció esélyei. A városrész fejlődése szempontjából kulcsfontosságú a megfelelő infrastruktúra kiépítése, az oktatási lehetőségek javítása és a helyi közösségek megerősítése.
Az Őrkő példája jól tükrözi az erdélyi roma közösségek küzdelmeit és kulturális gazdagságát, és reményt adhat a hasonló helyzetben lévő közösségek számára is.